# Jogos da Commonwealth
Os Jogos da Commonwealth (em inglês:  Commonwealth Games) são uma competição multi-nacional e multi-desportiva. Realizada a cada quatro anos, reúne a elite dos atletas da Commonwealth. Os Jogos da Commonwealth são disputados por cerca de 5 000 atletas. A Federação dos Jogos da Commonwealth (CGF, na sigla em inglês) é a entidade responsável pela direção e pelo controle dos Jogos, sendo também a responsável pelo programa esportivo e escolha das cidades onde os Jogos serão realizados. São também denominados "Jogos da Amizade", devido ao uso da mesma língua para todos os membros e de todas as nações terem os mesmos laços coloniais.
Uma das principais características dos Jogos da Commonwealth são a capacidade de adaptação do evento perante as condições da infraestrutura da cidade-sede. Devido a estas questões o programa é alterado a cada edição, além da flexibilização das datas em relação ao período dos Jogos, respeitando as condições climáticas de cada cidade. Um exemplo desta característica pode ser percebido nas edições recentes: a edição de 2010 foi realizada entre os dias 3 e 14 de outubro; a seguinte, em 2014, entre 23 de julho e 3 de agosto; a mais recente em 2018, foi realizada de 4 a 15 de abril.
A primeira edição dos Jogos, então chamada de Jogos do Império Britânico (em inglês:  British Empire Games), foi realizada em 1930 em Hamilton, Canadá. O nome mudou para Jogos do Império Britânico e da Commonwealth (em inglês:  British Empire and Commonwealth Games) em 1954, para Jogos da Comunidade Britânica (em inglês:  British Commonwealth Games) em 1970 e 1974 assumindo o nome atual de Jogos da Commonwealth em 1978 nos jogos realizados em Edmonton, com um recorde de 1500 atletas e 46 países participantes.
Atualmente há 53 membros na Comunidade das Nações, mas 71 delegações participam dos Jogos. Os quatro países constituintes do Reino Unido – Inglaterra, Escócia, País de Gales e Irlanda do Norte – tem times independentes nos Jogos, ao contrário dos Jogos Olímpicos onde competem como Grã-Bretanha. Outros territórios do Reino Unido também enviam suas delegações separadas como Anguila, Guernsey, Jersey, Montserrat, Ilhas Falkland e Ilha de Man. O território australiano da Ilha Norfolk também envia sua própria delegação, assim como Niue, território associado a Nova Zelândia. Apenas seis times participaram de todos os Jogos da Commonwealth: Austrália, Canadá, Inglaterra, Nova Zelândia, Escócia e País de Gales.
Em 2002, a CGF criou o Prêmio David Dixon para o atleta destaque dos Jogos.

## Estrutura
Compõem a Federação dos Jogos da Commonwealth as respectivas Federações Desportivas Internacionais (IFs), as Associações Nacionais dos Jogos da Commonwealth (CGAs), que possui a mesma função dos Comitês Olímpicos Nacionais, e os Comitês Organizadores de cada edição futura. Tal como os Jogos Olímpicos, os Jogos da Commonwealth possuem diversas tradições e rituais como a Bandeira dos Jogos da Commonwealth, o revezamento do bastão da rainha (equivalente ao revezamento da chama olímpica), e as cerimônias de abertura e encerramento. A versão atual da carta dos Jogos determina que os jogos devem ter no mínimo quinze esportes em seu programa e o máximo de 5 mil atletas. Respectivamente, os vencedores de cada evento ganham as medalhas de ouro, prata e bronze. Além dos desportos olímpicos, os jogos incluem alguns esportes que são populares nos países da Commonwealth, como o lawn bowls, o squash e o netball.

## Origem

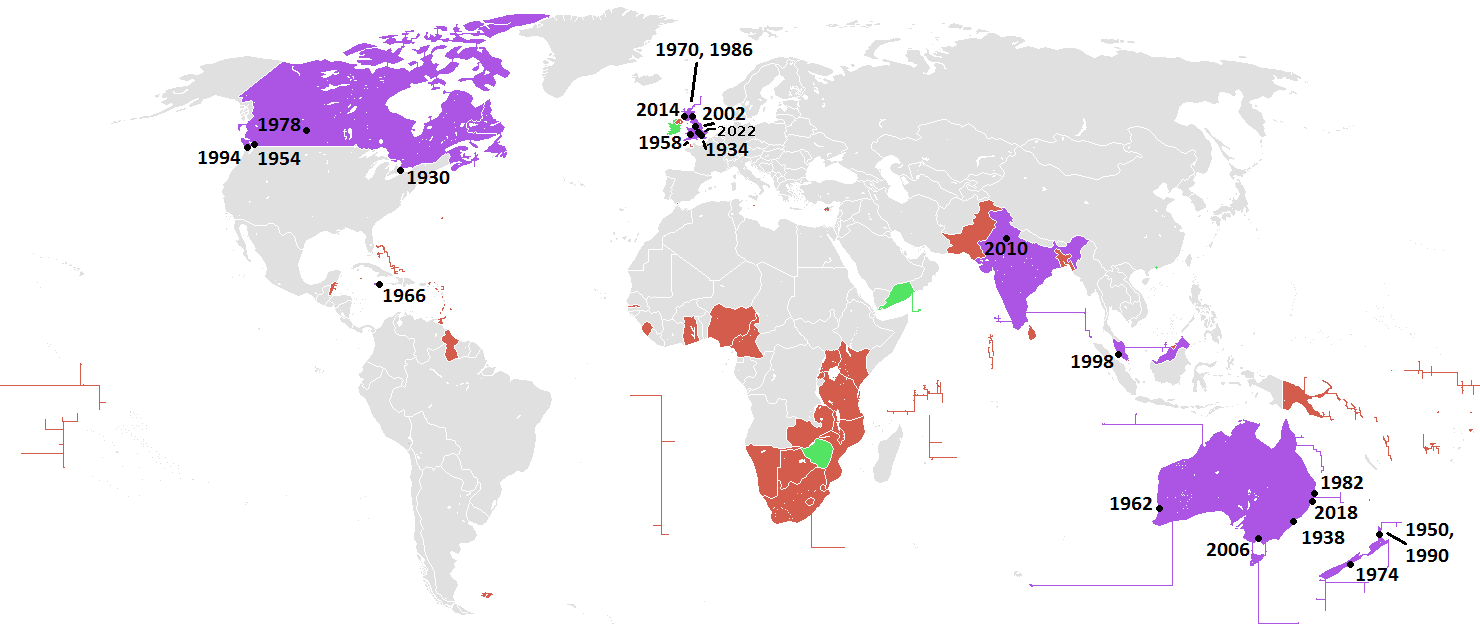
Locais dos Jogos e países participantes.

Uma competição esportiva reunindo os membros do Império Britânico foi primeiramente proposta pelo Reverendo Astley Cooper em 1891 quando ele escreveu um artigo no The Times sugerindo um Festival "Pan-Britânico" onde iriam também acontecer competições esportivas a cada quatro anos como um símbolo da crescente boa-vontade e do bom entendimento dos povos integrantes do Império Britânico.
Em 1911, o Festival do Império Britânico foi realizado em Londres para celebrar a coroação do Rei Jorge V. Como parte do Festival uma competição esportiva foi realizada, com Austrália, Canadá, África do Sul e Reino Unido competindo em eventos como boxe, lutas, natação e atletismo.

### Jogos do Império Britânico
Após o sucesso do evento, Melville Marks Robinson, do Canadá, foi escolhido em 1928 para organizar os primeiros Jogos do Império Britânico. Estes foram realizados dois anos depois em Hamilton, no Canadá entre 18 a 23 de agosto. As delegações participantes foram 11: África do Sul, Austrália, Bermudas, Canadá, Escócia, Guiana Britânica,Inglaterra, Irlanda do Norte, Terra Nova, Nova Zelândia e País de Gales. No programa constaram seis esportes: atletismo, boxe, lawn bowls, remo, natação, saltos ornamentais e as lutas para os homens, enquanto que as mulheres só puderam competir nos esportes aquáticos. O saltador triplo canadense Gordon Smallacombe foi o primeiro campeão da Commonwealth.
Originalmente marcada para Johannesburgo, na África do Sul, a edição de 1934 causou diversas incertezas a recém formada CGF, já que o apartheid vigorava a época no país e existiam diversas ressalvas as reações dos sul-africanos em relação aos atletas negros de outros países do continente e também aos atletas da Ásia. Dessa forma jogos acabaram transferidos para Londres, sendo realizados entre 4 e 11 de agosto. O número de esportes disputado também foi de seis, mas com uma pequena alteração: o remo foi removido do programa e em seu lugar entrou o ciclismo, que foi disputado em Manchester. Foi nessa edição que as mulheres puderam disputar as provas do atletismo pela primeira vez. Seis associações enviaram uma delegação pela primeira vez: o Estado Livre da Irlanda, que participou pela primeira e única vez, Hong Kong,  Jamaica, Raj Britânico, Rodésia do Sul e Trinidad e Tobago.
A edição de 1938 marcou a primeira vez que o evento foi realizado na Oceania, no hemisfério sul e na Austrália. Ao contrário das edições anteriores em que os jogos foram realizados em agosto, esta foi realizada em fevereiro. A cidade de Sydney ajustou o calendário do evento para coincidir com as comemorações de seus 150 anos. A cerimônia de abertura foi realizada no Sydney Cricket Ground, com um público de 40 mil pessoas. Quinze países participaram do evento enviando 464 atletas e 43 oficiais. Apenas duas delegações participaram pela primeira vez: Fiji e o Domínio do Ceilão. Em Sydney foram disputados sete esportes, com o retorno do remo ao programa.
Após um hiato de 12 anos, já que os a edição de 1942 tiveram que ser cancelados por causa da Segunda Guerra Mundial, os Jogos retornaram em 1950 na cidade de Auckland, na Nova Zelândia. A cerimônia de abertura no Eden Park teve novamente um público de mais de 40 mil pessoas, ao mesmo tempo que mais de 250 mil ingressos foram vendidos para os demais eventos. Apenas doze países enviaram uma delegação, totalizando apenas 590 atletas. A Federação Malaia e a Nigéria estrearam nos Jogos, assim como dois esportes que foram disputados pela primeira vez: a esgrima e o halterofilismo.

### Jogos do Império Britânico e da Commonwealth

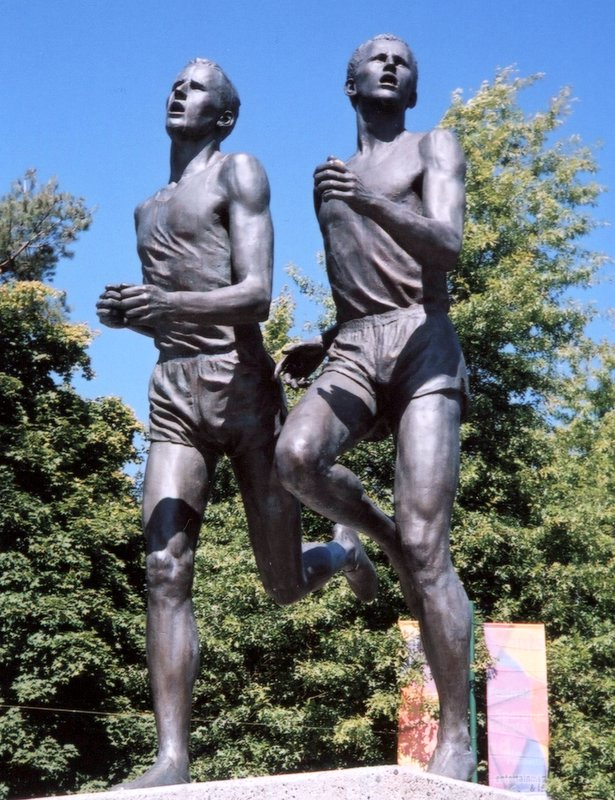
Estátua em Vancouver comemorando a "Miracle Mile" entre Roger Bannister e John Landy.

A partir da quinta edição os jogos passaram a ser denominados Jogos do Império Britânico e da Commonwealth, sendo realizados em Vancouver, Colúmbia Britânica, Canadá. Esta edição se destacou não somente pelo nível esportivo, mas também pela excelente organização do evento, com a presença de diversas inovações tecnológicas e também a realização de eventos culturais durante os Jogos. Um dos eventos de destaque foi a chamada "Milha Milagrosa", que foi um empate na prova de mesmo nome entre Roger Bannister, da Inglaterra, e o medalhista de prata John Landy, da Australia. Ambos correram as suas eliminatórias em tempos abaixo de quatro minutos, surpreendendo a todos. A Rodésia do Norte e o Paquistão enviaram as suas delegações pela primeira vez nessa que marcou ainda a estreia de transmissões ao vivo para todo o mundo.

## Cerimônia de abertura
Tal como nos Jogos Olímpicos, o evento da Commonwealth tem início a partir da Cerimônia de Abertura, que conta com a apresentação das tradições culturais e militares do país organizador e da região sede. Alguns ritos de protocolo são parecidos com os dos Jogos Olímpicos, como a entrada da bandeira dos Jogos e das delegações.
A parada das nações respeita a ordem alfabética da língua inglesa, exceção feita à primeira delegação a desfilar (que é o país-sede da edição anterior), e a última delegação a desfilar (país-sede da edição atual). Nas edições de 2006, 2014 e 2018, o Comitê Organizador optou por alterar este procedimento ao posicionar as delegações de acordo com as suas regiões geográficas dentro da Commonwealth.

## Revezamento do Bastão do Rei

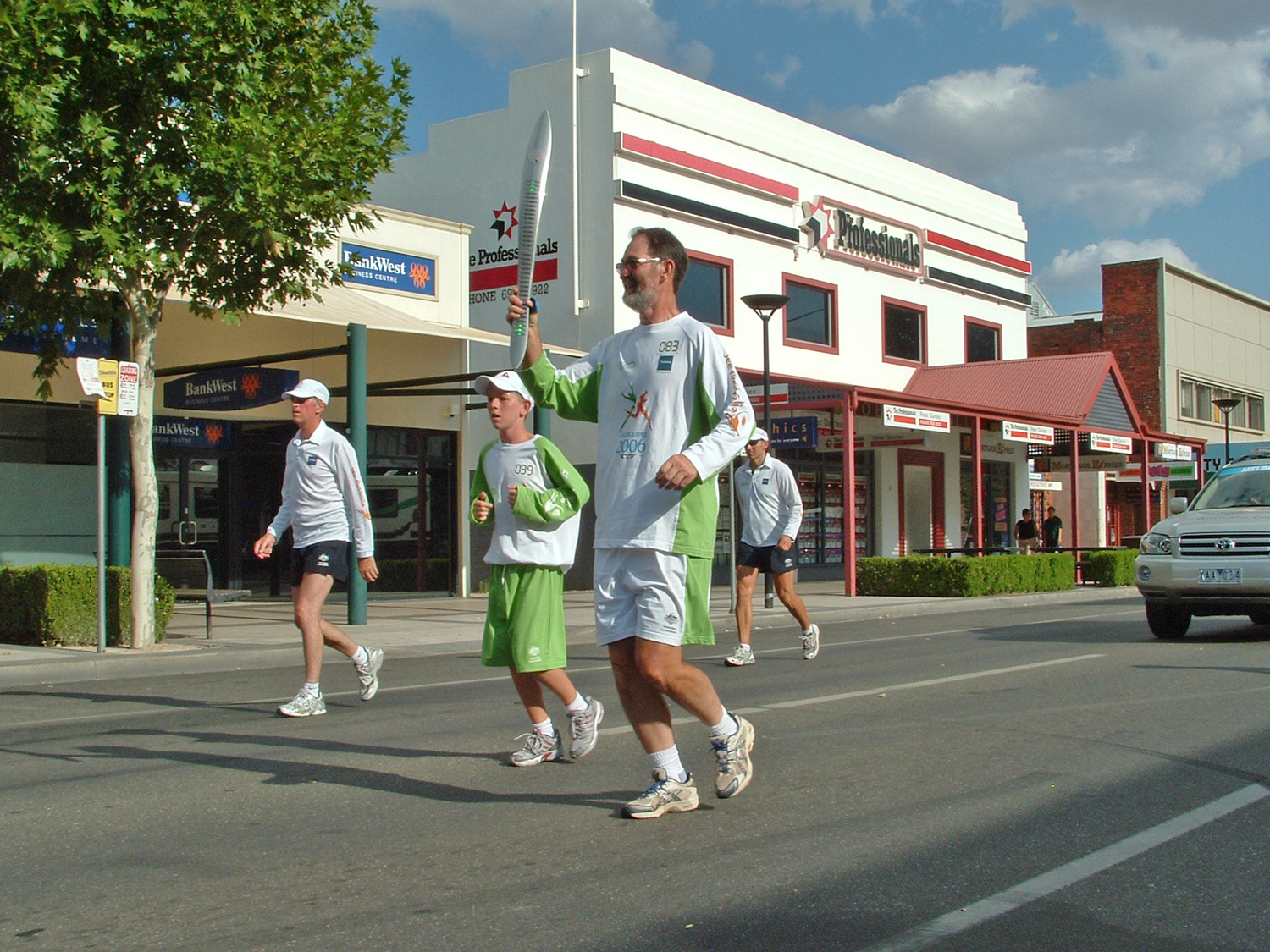
Revezamento do bastão dos Jogos da Commonwealth de 2006 em Wagga Wagga, na Austrália

O Revezamento do Bastão do Rei é um evento que acontece ao redor do mundo no período prévio aos Jogos da Commonwealth. O bastão contém uma mensagem do Chefe da Comunidade Britânica, que é atualmente o rei Charles III. O revezamento tradicionalmente começa na escadaria do Palácio de Buckingham em Londres, como parte das celebrações do Dia da Commonwealth do ano dos Jogos, ou então do ano anterior quando o revezamento é muito extenso. Se inicia quando o rei entrega o bastão ao primeiro portador. Durante a cerimônia de abertura, o bastão é entregue de volta ao rei ou então a algum membro da família real que o esteja representando, que lê a mensagem que é alusiva a edição dos Jogos que está começando e o declara abertos. O revezamento tem funções semelhantes ao Revezamento da Tocha Olímpica.
O revezamento do bastão foi introduzido nos Jogos da Commonwealth de 1958 em Cardiff, no País de Gales. Até a edição de 1994, o formato seguia o trajeto do Palácio de Buckingham até o Aeroporto de Londres Heathrow (com exceção de 1970 e 1986 quando os jogos foram na Escócia) e seguia o caminho até o país-sede de avião. O revezamento dos Jogos de 1998, em Kuala Lumpur, na Malásia, foi o primeiro a visitar as seis regiões da Commonwealth. O revezamento dos Jogos da Commonwealth de 2002 percorreu mais de 100 mil  quilômetros em 23 países, durante 87 dias.
Quatro anos mais tarde, o revezamento do bastão dos Jogos de Melbourne foi o mais longo e inclusivo do mundo até então, viajando mais de 180 mil quilômetros e visitando todas as 71 Associações Nacionais que enviaram times para os Jogos. Os quatro países integrantes do Reino Unido enviam equipes separadas para os Jogos da Commonwealth, assim como todos os territórios ultramarinos britânicos, a Ilha Norfolk que é um território exterior da Austrália e os dois estados não soberanos em livre associação com a Nova Zelândia, as Ilhas Cook e Niue em um revezamento que durou exatamente um ano e um dia. Este revezamento foi marcado por diversas inovações tecnológicas. O bastão continha 71 luzes de LED na frente, representando as 71 Associações Nacionais que compunham a Federação dos Jogos da Commonwealth na época e a cada nação visitada uma delas se acendia. Uma câmera de vídeo embutida na frente do bastão transmitia o revezamento ao vivo para o mundo, somado a isto existia um rastreador com um GPS que mostrava a localização exata do bastão para o site oficial dos Jogos. A face frontal do bastão continha um botão destacável e dentro deste botão estava criptografada a mensagem da rainha que foi lida na cerimônia de abertura.. Desde então, o design do bastão incorporou diversos avanços tecnológicos e de design como foi o caso do bastão de Délhi 2010 que juntou amostras de solo do território indiano, ouro 18 quilates e um sistema de luzes de LED conectado com um GPS que trocava as cores nacionais de acordo com cada país visitado.

## Boicotes
Os Jogos da Comunidade, assim como no movimento olímpico, já sofreram com boicotes políticos. A Nigéria boicotou os Jogos de 1978, em protesto contra a política neozelandesa de aproximação esportiva com o apartheid na África do Sul. Em 1986, 32 países não disputaram os Jogos devido à atitude do governo de Margaret Thatcher em relação ao esporte na África do Sul. Ameaças de boicotes também aconteceram em 1974, 1982 e 1990 pelo mesmo motivo.

## Edições
Os países que sediaram mais edições foram a Austrália (5 vezes), Canadá (4), Nova Zelândia (3). Seis edições ocorreram dentro do território do Reino Unido (3 vezes na Escócia, 2 vezes na Inglaterra e uma vez nos País de Gales). Três vezes os Jogos foram realizados nos chamados países em desenvolvimento (Jamaica em 1966, Malásia em 1998 e Índia em 2010). Duas cidades sediaram os Jogos em duas ocasiões: Auckland (1950 e 1990) e Edimburgo (1970 e 1986).
| Jogos                                        | Ano                        | Sede                        | Datas                          | Esportes                   | Eventos                    | Países                     | Competidores               | Competidores               | Competidores               | Oficiais                   | Ref                        |
| Jogos                                        | Ano                        | Sede                        | Datas                          | Esportes                   | Eventos                    | Países                     | Total                      | H                          | M                          | Oficiais                   | Ref                        |
| Jogos do Império Britânico                   | Jogos do Império Britânico | Jogos do Império Britânico  | Jogos do Império Britânico     | Jogos do Império Britânico | Jogos do Império Britânico | Jogos do Império Britânico | Jogos do Império Britânico | Jogos do Império Britânico | Jogos do Império Britânico | Jogos do Império Britânico | Jogos do Império Britânico |
| -------------------------------------------- | -------------------------- | --------------------------- | ------------------------------ | -------------------------- | -------------------------- | -------------------------- | -------------------------- | -------------------------- | -------------------------- | -------------------------- | -------------------------- |
| I                                            | 1930                       | Hamilton, Canadá            | 16 – 23 de agosto              | 6                          | 59                         | 11                         | 400                        |                            |                            |                            |                            |
| II                                           | 1934                       | Londres, Inglaterra         | 4 – 11 de agosto               | 6                          | 68                         | 16                         | 500                        |                            |                            |                            |                            |
| III                                          | 1938                       | Sydney, Austrália           | 5 – 12 de fevereiro            | 7                          | 71                         | 15                         | 464                        |                            |                            |                            |                            |
| IV                                           | 1950                       | Auckland, Nova Zelândia     | 4 – 11 de fevereiro            | 9                          | 88                         | 12                         | 590                        | 495                        | 95                         |                            |                            |
| Jogos do Império Britânico e da Commonwealth |                            |                             |                                |                            |                            |                            |                            |                            |                            |                            |                            |
| V                                            | 1954                       | Vancouver, Canadá           | 30 de julho – 7 de agosto      | 9                          | 91                         | 24                         | 662                        |                            |                            | 127                        |                            |
| VI                                           | 1958                       | Cardiff, País de Gales      | 18 – 26 de julho               | 9                          | 94                         | 36                         | 1 122                      |                            |                            | 228                        |                            |
| VII                                          | 1962                       | Perth, Austrália            | 22 de novembro – 1 de dezembro | 9                          | 104                        | 35                         | 863                        |                            |                            | 178                        |                            |
| VIII                                         | 1966                       | Kingston, Jamaica           | 4 – 13 de agosto               | 9                          | 110                        | 34                         | 1 050                      |                            |                            | 266                        |                            |
| Jogos da Comunidade Britânica                |                            |                             |                                |                            |                            |                            |                            |                            |                            |                            |                            |
| IX                                           | 1970                       | Edimburgo, Escócia          | 16 – 25 de julho               | 9                          | 121                        | 42                         | 1 383                      |                            |                            | 361                        |                            |
| X                                            | 1974                       | Christchurch, Nova Zelândia | 24 de janeiro – 2 de fevereiro | 9                          | 121                        | 38                         | 1 276                      | 977                        | 299                        | 372                        |                            |
| Jogos da Commonwealth                        |                            |                             |                                |                            |                            |                            |                            |                            |                            |                            |                            |
| XI                                           | 1978                       | Edmonton, Canadá            | 3 – 12 de agosto               | 10                         | 128                        | 46                         | 1 474                      |                            |                            |                            |                            |
| XII                                          | 1982                       | Brisbane, Austrália         | 30 de setembro — 9 de outubro  | 10                         | 142                        | 46                         | 1 583                      |                            |                            |                            |                            |
| XIII                                         | 1986                       | Edimburgo, Escócia          | 24 de julho – 2 de agosto      | 10                         | 163                        | 26                         | 1 662                      |                            |                            |                            |                            |
| XIV                                          | 1990                       | Auckland, Nova Zelândia     | 24 de janeiro – 3 de fevereiro | 10                         | 204                        | 55                         | 2 073                      |                            |                            |                            |                            |
| XV                                           | 1994                       | Victoria, Canadá            | 18 – 28 de agosto              | 10                         | 217                        | 63                         | 2 557                      |                            |                            |                            |                            |
| XVI                                          | 1998                       | Kuala Lumpur, Malásia       | 11 – 21 de setembro            | 15                         | 213                        | 70                         | 3 633                      |                            |                            |                            |                            |
| XVII                                         | 2002                       | Manchester, Inglaterra      | 25 de julho – 4 de agosto      | 17                         | 281                        | 72                         | 3 679                      |                            |                            |                            |                            |
| XVIII                                        | 2006                       | Melbourne, Austrália        | 15 – 26 de março               | 16                         | 245                        | 71                         | 4 049                      |                            |                            |                            |                            |
| XIX                                          | 2010                       | Délhi, Índia                | 3 – 14 de outubro              | 17                         | 285                        | 71                         | 6 081                      |                            |                            |                            |                            |
| XX                                           | 2014                       | Glasgow, Escócia            | 23 de julho – 3 de agosto      | 17                         | 261                        | 71                         | 4 947                      |                            |                            |                            |                            |
| XXI                                          | 2018                       | Gold Coast, Austrália       | 4 – 15 de abril                | 19                         | 275                        | 71                         | 4 426                      |                            |                            |                            |                            |
| XXII                                         | 2022                       | Birmingham, Inglaterra[N]   | 28 de julho – 8 de agosto      | 20[O]                      |                            |                            |                            |                            |                            |                            |                            |

Nota ^ Durban, na África do Sul, estava designada como sede em 2022, mas desistiu por problemas organizacionais e financeiros.
Nota ^ Os eventos de tiro com arco e tiro desportivo serão realizados separadamente em Chandigarh, na Índia em janeiro de 2022.

## Países participantes
| - Áden1 1962 - Anguila 1982, 1998– - Antígua e Barbuda 1966–1970, 1978, 1994– - Austrália 1930– - Bahamas 1954–1970, 1978–1982, 1990– - Bangladesh 1978, 1990– - Barbados 1954–1966, 1970–1982, 1990– - Belize 1978, 1994– - Bermudas 1930–1938, 1954–1982, 1990– - Botswana 1974, 1982– - Guiana Inglesa2 1930–1938, 1954–1962 - Honduras Britânicas3 1962–1966 - Ilhas Virgens Britânicas 1990– - Brunei 1958, 1990– - Camarões 1998– - Canadá 1930– - Ilhas Caimã 1978– - Ceilão 4 1938–1950, 1958–1970 - Ilhas Cook 1974–1978, 1986– - Chipre 1978–1982, 1990– - Dominica 1958–1962, 1970, 1994– - Inglaterra 1930– - Ilhas Malvinas 1982– - Fiji 15 1938, 1954–1986, 1998–2006, 2014– - Gâmbia 17 1970–1982, 1990–2010, 2018– - Gana 1958–1982, 1990– - Gibraltar 1958– - Costa do Ouro5 1954 - Granada 1970–1974, 1994– - Guernsey 1970– - Guiana 1966–1970, 1978–1982, 1990– - Hong Kong 6 1934, 1954–1962, 1970–1994 - Índia 1934–1938, 1954–1958, 1966–1982, 1990– - Estado Livre Irlandês 7 1934 - Ilha de Man 1958– - Jamaica 1934, 1954–1982, 1990– - Jersey 1958– - Quênia 1954–1982, 1990– - Kiribati 1998– - Lesoto 1974– - Malawi12 1970– - Malaia8 1950, 1958–1962 - Malásia 1966–1982, 1990– - Maldivas 181986–2014 - Malta 1958–1962, 1970, 1982– | - Ilhas Maurícias 1958, 1966–1982, 1990– - Monserrate 1994– - Moçambique 1998– - Namíbia 1994– - Nauru 1990– - Domínio de Terra Nova9 1930–1934 - Nova Zelândia 1930– - Nigéria 1950–1958, 1966–1974, 1982, 1990–1994, 2002– - Niue 2002– - Ilha Norfolk 1986– - Bornéu do Norte 8 1958–1962 - Irlanda do Norte 7 1934–1938, 1954– - Rodésia do Norte 10 1954 - Paquistão 1954–1970, 1990– - Papua-Nova Guiné 1962–1982, 1990– - Rodésia 11 1934–1950 - Ruanda 2010 - Rodésia e Niassalândia10 1958–1962 - Santa Helena 1982, 1998– - São Cristóvão e Neves 1990– - Santa Lúcia 1962, 1970, 1978, 1994– - São Vicente e Granadinas 1958, 1966–1978, 1994– - Samoa e Samoa Ocidental 1974– - Escócia 1930– - Seicheles 1990– - Serra Leoa 1966–1970, 1978, 1990– - Singapura8 1958– - Ilhas Salomão 1982, 1990– - África do Sul 1930–1958, 1994– - Federação da Arábia do Sul1 1966 - Rodésia do Sul 10 1954 - Ruanda 16 2010– - Sri Lanka 1974–1982, 1990– - Essuatíni 1970– - Tanganica13 1962 - Tanzânia 1966–1982, 1990– - Tonga 1974, 1982, 1990– - Trinidad e Tobago 1934–1982, 1990– - Turcas e Caicos 1978, 1998– - Tuvalu 1998– - Uganda 1954–1982, 1990– - Vanuatu 1982– - País de Gales 1930– - Zâmbia12 1970–1982, 1990– - Zimbabwe12,14 1982, 1990–2002 |

Notas:
1: Aden se tornou Arábia do Sul (posteriormente Iêmen) e saiu da Commonwealth em 1968.
2: Se tornou a Guiana em 1966.
3: Se tornou o Belize em 1973.
4: Se tornou o Sri Lanka em 1972.
5: Se tornou Gana em 1957.
6: Saiu da Commonwealth quando foi devolvido à República Popular da China em 1997.
7: A Irlanda foi representada por uma equipe da ilha da Irlanda em 1930 e do Estado Livre Irlandês e Irlanda do Norte em 1934. O Estado Livre Irlandês foi renomeado Irlanda em 1937 (também conhecido como Eire) e saiu formalmente da Commonwealth em 1937, quando foi declarada a república em 1 de janeiro de 1949.
8: Malaia, Bornéu do Norte, Sarawak e Singapura se federaram como Malásia em 1963. Singapura se retirou da federação em 1965.
9: Se tornou uma Província do Canadá em 1949.
10: Rodésia do Sul e Rodésia do Norte se federaram com a Niassalândia em 1953 e formaram a Rodésia e Niassalândia, que durou até 1963.
11: Dividida em Rodésia do Sul e Rodésia do Norte em 1953.
12: Competiu de 1958 a 1962 como parte da Rodésia e Niassalândia.
13: Zanzibar e Tanganyika se federaram como Tanzânia em 1964.
14: Se retirou da Commonwealth em 2003.
15: Suspenso da Commonwealth em 2009, revogada em 2014.
16: Admitida na Commonwealth no final de 2009.
17: Se retirou da Commonwealth em 2013 e retornou em 2018.
18: Se retirou da Commonwealth em 2016.

### Possíveis adesões
- República Turca do Chipre do Norte: busca aceitação da Comunidade Internacional.
- Cornualha: também busca aceitação da CGF, citando o País de Gales como exemplo de nação celta que envia equipe aos Jogos. A alegação é duvidosa, dado que a Cornualha não é nação independente desde meados do século XI.
- Pitcairn: o território tem uma das menores populações do mundo e busca participar dos Jogos. A falta de concorrentes pode dificultar o processo.
- Ilhas Geórgia do Sul e Sanduíche do Sul: da mesma forma que Pitcairn, a falta de concorrentes dificulta a presença do território nos Jogos.
- Ilha do Natal,  Ilhas Cocos e  Rodrigues: esses pequenos territórios tentam espaço nos Jogos.
- Iêmen: pode participar das próximas edições porque é candidato a membro da Commonwealth.

## Esportes
Uma das principais características dos Jogos da Commonwealth são a capacidade de adaptação do evento perante as condições da infra-estrutura da cidade-sede, sendo o programa alterado a cada edição.
O regulamento atual diz que cada edição deve ter no mínimo dez e no máximo dezessete esportes. O comitê organizador pode escolher até sete esportes opcionais dentro de uma lista pré-determinada pela Federação dos Jogos da Commonwealth. Entretanto, caso exista a demanda local de adicionar algum esporte, o comitê organizador poderá solicitar a inclusão desse esporte, dentro das regras estabelecidas pela Federação dos Jogos da Commonwealth. A atual lista de esportes obrigatórios consta de atletismo, esportes aquáticos (natação), hóquei sobre a grama, lawn bowls, halterofilismo, netball (feminino), rugby sevens (masculino) e o squash. Esta lista vai até a edição de 2018, na cidade australiana de Gold Coast.
Até a edição de Victoria 1994, os esportes coletivos estavam excluídos do programa. A Federação dos Jogos da Commonwealth percebeu que o antigo formato deste evento estava defasado e, a partir de 1998, permitiu a adição de esportes coletivos como o rugby sevens, o basquetebol e o hóquei sobre a grama. Isso foi implementado devido ao aumento dos valores dos direitos de televisão dos jogos e também para que ficassem mais atrativos para as audiências globais.
Desde a edição de 2002, em Manchester, tornou-se pré-requisito incluir alguns eventos para os para-atletas chamados de atletas de elite com deficiência (EAD, na sigla em inglês), fazendo integralmente parte dos Jogos e com suas medalhas somadas ao quadro final de medalhas. Esses eventos foram realizados pela primeira vez em 1994, mas se tornaram compulsórios em Manchester 2002. O número de eventos para EAD em Gold Coast 2018 chegou a 38 e, pela primeira vez, disputas no ciclismo e no triatlo foram realizadas. Nas próximas edições o número deverá ser ainda maior.
Cada esporte reconhecido tem direito de organização dos seus campeonatos da Commonwealth ,sempre no ano da edição dos Jogos. O campeonato não ocorre quando o esporte estiver no programa da edição vigente. Em 2010 foram realizados os campeonatos de basquetebol e as competições de triatlo, em Délhi, na Índia.
Quando o programa final de Délhi 2010 foi anunciado, em 18 de novembro de 2006, foram retirados dois esportes que fizeram parte dos Jogos de Melbourne 2006, sendo eles o basquete e o triatlo. Em compensação, três esportes foram adicionados: tiro com arco (que estava ausente desde Brisbane em 1982), as lutas (que estavam ausentes desde Manchester em 2002) e a estreia do tênis.
Na edição de 2014, o programa foi composto de 17 modalidades, sendo que o nado sincronizado, o tênis e o tiro com arco foram removidos. Três modalidades retornaram ao programa: o judô (ausente desde Manchester em 2002), o triatlo, e o mountain bike (este nos eventos do ciclismo). As duas últimas modalidades foram removidas de Délhi 2010 por questões de infraestrutura.
O programa de Gold Coast 2018 será parecido com o da edição de 2014. Apenas uma modalidade será retirada do programa, o judô, que será trocado pelo basquetebol, ausente desde Melbourne em 2006. Esta edição também marcará a estreia de um outro esporte, o voleibol de praia, além do rugby sevens feminino, que foram adicionados ao programa em março de 2016 (após um pedido do comitê organizador). O surfe foi considerado também como esporte adicional, entretanto não pode ser adicionado por não ser reconhecido pela Federação da Commonwealth.
Foram feitos estudos de viabilidade para mudanças no programa esportivo dos Jogos a partir da edição de 2022, entre elas o retorno do críquete e a mudança do status de alguns esportes. Como resultado, foi sugerido a adição de mais oito esportes obrigatórios ao programa dos Jogos a partir da edição de 2022, passando a contar também com badminton, ciclismo de estrada, ginástica artística, halterofilismo, judô, triatlo, tênis de mesa e luta livre olímpica. Além disso, se tornam obrigatórios a realização de um torneio de rugby sevens feminino e eventos para EAD no atletismo, natação, lawn bowls e levantamento de peso.
Também a partir da edição de 2022, a cidade/região candidata passará a poder escolher os seguintes esportes opcionais: tiro com arco, saltos ornamentais, basquetebol 3x3 (masculino e feminino), basquetebol em cadeira de rodas 3x3 (masculino e feminino), críquete (masculino e feminino), ciclismo (mountain bike, pista e pista paralímpica), ginástica rítmica, tiro (alvo móvel, full bore e pistola), tênis de mesa paralímpico, triatlo paralímpico e voleibol de praia. Esta edição marcará a estreia do basquete 3x3 na versão tradicional e na versão paralímpica. Em compensação, dois esportes serão retirados do programa: o tiro, removido do programa por questões de infraestrutura na região das Midlands Ocidentais e o voleibol de praia, que também tem problemas de locais de competição na região. A remoção do tiro foi alvo de certa polêmica por parte de diversos países e até mesmo dentro da própria Inglaterra. O Comitê Organizador está em negociações com o Conselho Internacional de Críquete para que o esporte retorne ao programa por meio de torneio misto.
Incluindo disciplinas obrigatórias e opcionais, não deve haver mais de quatro esportes coletivos por edição dos Jogos da Commonwealth. Em tal caso, quando o basquete 3x3 for escolhido, a sua versão em cadeira de rodas poderá ser incluída. No caso da escolha do críquete como esporte opcional, o basquete em cadeira de rodas é obrigatoriamente adicionado.

### Esportes obrigatórios
- Atletismo (1930–)
- Badminton (1966–)
- Boxe (1930–)
- Ciclismo
  - Estrada (1938–)
- Esportes aquáticos
  - Natação (1930–)
- Ginástica
  - Ginástica artística (1978–)
- Hóquei sobre a grama (1998–)
- Lawn bowls (1930–1962, 1970–)
- Halterofilismo (1950–)
- Judô (1990, 2002 e 2014)
- Lutas (1930–1986, 1994, 2002, 2010–)
- Tênis de mesa (2002–)
- Netball (1998–)
- Rugby (1998–)
- Squash (1998–)

### Esportes com eventos obrigatórios para EAD
- Atletismo
- Esportes aquáticos
  - Natação
- Lawn Bowls
- Levantamento de peso paralímpico

### Esportes opcionais
- Basquetebol (2006, 2018)
- Ciclismo (1934)
  - Mountain Bike (2002)
  - Pista (1934–)
- Críquete (1998)
- Esportes aquáticos
  - Saltos ornamentais (1930–)
- Esgrima (1970)
- Ginástica
  - Ginástica rítmica (1990–)
- Remo (1930)
- Tiro (1966, 1974–)
- Tiro com arco (1982, 2010)
- Voleibol de praia (2018)

### Esportes opcionais para EAD
- Basquetebol
- Ciclismo
- Tênis de mesa
- Triatlo

### Esportes reconhecidos
- Boliche (1998)
- Pólo aquático (1950)
- Esportes aquáticos
  - Nado sincronizado (1986–2010)
- Tênis (2010)

### Esportes reconhecidos não disputados
- Bilhar
- Bridge
- Curling
- Canoagem
- Carate
- Golfe
- Handebol
- Iatismo
- Salvamento
- Softbol
- Taekwondo
- Voleibol
- Xadrez

### Sites oficiais de edições dos Jogos
- «Kuala Lumpur 1998» (em inglês)
- «Manchester 2002» (em inglês)
- «Melbourne 2006» (em inglês)
- «Délhi 2010» (em inglês)
- «Glasgow 2014» (em inglês)
- «Gold Coast 2018» (em inglês)